# Štěpánka Hilgertová
Štěpánka Hilgertová (* 10. dubna 1968 Praha), rozená Prošková, je bývalá česká a československá vodní slalomářka, kajakářka závodící v kategorii K1.
V roce 1986 se provdala za kajakáře a několikanásobného medailistu z mistrovství světa Luboše Hilgerta, se kterým má syna Luboše, rovněž kajakáře. Vodnímu slalomu se reprezentačně věnuje i její neteř Amálie Hilgertová.

## Sportovní kariéra
Vodnímu slalomu se věnuje od roku 1980. První medaile z velké mezinárodní akce se dočkala v roce 1989, kdy v závodě družstev na mistrovství světa pomohla získat bronz, v individuálním závodě byla čtvrtá. Stříbrnou medaili ze závodu hlídek si přivezla ze světového šampionátu 1991. V dalších letech své kariéry získala na mistrovstvích světa sedm zlatých (K1 – 1999, 2003; K1 družstva – 2003, 2005, 2010, 2013, 2015), čtyři stříbrné (K1 – 1997; K1 družstva – 2006, 2007, 2011) a jednu bronzovou (K1 – 2007) medaili. Na evropských šampionátech vybojovala mezi lety 1996 a 2014 celkem 15 cenných kovů, v letech 1992 a 1998 vyhrála celkové pořadí Světového poháru v závodech K1.
Na letních olympijských hrách startovala celkem šestkrát. V Barceloně 1992 skončila na 12. místě. Na hrách v letech 1996 (Atlanta) a 2000 (Sydney) získala zlaté medaile. V Athénách 2004 byla pátá, na LOH 2008 v Pekingu, kde byla rovněž vlajkonoškou české výpravy na zahajovacím ceremoniálu, dojela devátá. V Londýně 2012 skončila těsně pod medailovými příčkami na čtvrtém místě. Po sezóně 2017, v říjnu toho roku, ohlásila konec své profesionální sportovní kariéry. Po ukončení aktivní sportovní činnosti nastoupila jako trenérka a organizátorka společenských akcí pro zaměstnance do České národní banky.
Dne 28. října 2024 obdržela od prezidenta Petra Pavla medaili Za zásluhy 1. stupně, za zásluhy v oblasti sportu.

## Další aktivity
V roce 2007 byla účastnící 2. řady televizní taneční soutěže StarDance …když hvězdy tančí, v níž byl jejím tanečním partnerem Michal Němeček. Umístili se na osmém místě.